# Call TV
S'anomena Call TV als concursos telefònic-televisius en els que s'ha de resoldre una endevinalla, un passatemps o endevinar un nom, un nombre o una altra cosa. El concursant que sigui seleccionat i encerti hauria de guanyar el premi indicat. El programa es grava en un plató amb un màxim de dos presentadors, amb un muntatge y producció senzills.
La seva existència és polèmica, ja que han existit programes amb moltes irregularitats i en alguns casos estafes  flagrants (tot i que des de 2008 el seu funcionament està regulat a Espanya). Els presentadors
apressen als telespectadors a trucar suggerint que no els truca ningú o que s'acaba el temps, entre altres tècniques. També s'utilitzen sons d'alarmes per a crear un ambient de pressa, o bé innombrables "compte enrere final". Les presentadores de vegades apareixen molt escotades, en bikini o semidespullades., encara que alguns han emprat presentadors.
Aquesta polèmica basa també els seus arguments en què un gran percentatge d'aquests programes els realitza a Budapest (Hongria) la productora Telemedia per a fins a 40 països en una concentració de platós contigus on es canvien ràpidament fons per emetre a un altre país via satèl·lit i s'estudia el volum de trucades per trobar les tècniques que recapten més diners.
Aquests programes són una forma molt rendible d'omplir el temps de les cadenes de televisió en hores de poca audiència. Habitualment aquestes pagarien a una productora per poder emetre algun contingut (programa, pel·lícula, documental, etc.) llevat que ho facin les cadenes mateixes.

## Irregularitats
Les irregularitats d'aquests programes es van fer famoses gràcies al "cas Telesierra", on s'emetien programes gravats, tot i que un programa telefònic necessita ser en directe per recollir les trucades al programa.
Es va descobrir perquè els encarregats de Telesierra se sentien tan impunes, que van arribar a emetre el mateix programa en diferit, a diferents hores, en diferents canals.
- S'han repetit endevinalles i no obstant això no tenien la mateixa solució.[5]
- El joc té diverses solucions vàlides, però el presentador només dona per bona la que no es diu.
- Jocs de sumes, restes i altres operacions molt enrevessades que només sabent la solució per endavant era possible trobar-la.
- Resultat sense donar la demostració de com s'ha resolt.[6]
- Modificació de l'enunciat durant el concurs.[7]
- El concursant encerta, però el presentador no dona la resposta per vàlida i en canvi al final del concurs el resultat del presentador i el del dit concursant coincideixen.[8]
- Treballadors de Telesierra van afirmar que deien fent-se passar per teleespectadors, moltes vegades donant respostes fallides a preguntes ridículament simples.

## Llista de programes Call TV

### Catalunya
- Truca i encerta (8tv)
- +QuePoker (Canal Català)
- Abracadabra (Canal Català)
- Cuina, juga i guanya (Canal Català)
- Kikirikí (Canal Català)
- Ring Ring (Canal Català)

### Espanya
- Moderns:[9]

1. Adivina quién gana esta noche (Antena 3)
2. Marca y gana (Cuatro)
3. La llamada millonaria (Cuatro)
4. Si lo aciertas, ganas (Telecinco)
5. Lluvia de euros (Telecinco)
6. Despierta y gana (laSexta)
7. Gana ahora (laSexta)
8. Ring Ring (Veo7, Canal Català TV)
9. Suerte y al toro (Intereconomía TV)
10. Va de euros (Popular TV)
11. Llamando se gana (Cincoshop, Canal Club, Tienda en Veo)
12. Ahora o nunca (Cincoshop)
13. Llama y gana (Canal Club)
14. Mañana de premios (Cincoshop, Canal Club, Tienda en Veo)
15. Tarde de premios (Cincoshop, Canal Club, Tienda en Veo)
16. Noche de premios (Cincoshop, Canal Club, Tienda en Veo)

- Antics:
  - Llamada Interactiva
  - Llámame (Cuatro)
  - Contamos contigo (Cuatro)
  - ¡Uau! (Cuatro)
  - ¡Suerte por la mañana! (Cuatro)
  - ¡Por un tubo! (Cuatro)
  - ¡Marcados x la suerte! (Cuatro)
  - Llama y gana
  - Aquí se gana (Telecinco)
  - Telecinco ¿dígame? (Telecinco)
  - Noche de suerte (Telecinco)
  - Aprende Español
  - Ganas de ganar (laSexta)
  - Truca i encerta (8tv)
  - Llamar y ganar (Veo7)
  - Suerte latina (40 Latino)
  - Kikiriki (Popular TV)